# Лицзян
Лицзя́н (кит. упр. 丽江, пиньинь Lìjiāng) — городской округ в южнокитайской провинции Юньнань, на берегу реки Юйлунхэ.

## География
Через городской округ Лицзян проходит геоморфологическая граница Тибетского нагорья в целом и Сино-Тибетских гор в частности. Находящаяся в округе гора Юйлунсюэшань (5596 м) использовалась китайскими географами в качестве одного из ориентиров. На западе Лицзяна возвышается гора Лаоцзюньшань, являющаяся частью Сино-Тибетских гор. Она известна живописными скалами и ледниковыми озёрами, берега которых покрыты рододендронами и хвойными лесами.
- Вид из города на Юйлунсюэшань
- Юйлунсюэшань со стороны ущелья Прыгающего тигра
- Скалы в районе горы Лаоцзюньшань

## История
Старый город Байша играл значительную культурную, экономическую и политическую роль в жизни местного народа наси и других народностей, расцвет приходился на период с 658 по 1107 годы. Дворец Дабаоцзи был построен в 658 году во время империи Тан.
Даянь возник около восьмисот лет тому назад как поселение на пути чаеторговцев к морю.
Вокруг города Байша было сосредоточено производство шёлка, востребованного как в Китае, так и на западе, так как тут проходил Великий шёлковый путь. Здесь же проходил Древний чайный путь. Южное ответвление шёлкового пути шло от Бирмы через Лицзян в Шангри-Ла, Тибет и далее в Иран, Плодородный полумесяц и Средиземноморье.
После завоевания Дали монголами и вхождения этих мест в состав империи Юань была создана административная единица Лицзянский регион (丽江路). После завоевания провинции Юньнань войсками империи Мин «регионы» были переименованы в «управы», и поэтому в 1382 году Лицзянский регион стал Лицзянской управой (丽江府). Однако затем управа была упразднена, а местные народы стали управляться местными правителями из семейства Му (木氏), признававших сюзеренитет империи Мин, а впоследствии — империи Цин. Во времена империи Цин в XVIII веке был взят курс на интеграцию национальных меньшинств в общеимперские структуры, и в 1723 году Лицзянская управа была создана вновь, а местные вожди были лишены реальной власти; поселения Байша и Даянь стали частью уезда Лицзян (丽江县). После Синьхайской революции в Китае была проведена реформа структуры административного деления, в ходе которой управы были упразднены.
С 1942 по 1949 годы здесь проживал русский путешественник Петр Гулларт, который подробно описал местную жизнь и нравы в автобиографической повести «Забытое королевство».
После вхождения провинции Юньнань в состав КНР в 1950 году был образован Специальный район Лицзян (丽江专区), состоящий из 9 уездов и 4 временных управ. В том же году Нинланская временная управа была разделена: в южной части было образовано Сяоляншань-Ийское управление (小凉山彝族办事处), а северная стала уездом Нинлан (宁蒗县). В 1952 году оставшиеся три временные управы были преобразованы в автономные районы уездного уровня: Бицзян-Лисуский (碧江傈僳族自治区), Фугун-Лисуский (福贡傈僳族自治区) и Гуншань-Лисуский (贡山傈僳族自治区). 23 августа 1954 года эти три автономных района уездного уровня были преобразованы в уезды Бицзян (碧江县), Фугун (福贡县) и Гуншань (贡山县), и вместе с уездом Лушуй (泸水县) Специального района Баошань (保山专区) объединены под управлением новой административной единицы — Нуцзян-Лисуского автономного района (怒江傈僳族自治区); власти нового автономного района разместились в уезде Бицзян, а сам автономный район был подчинён властям Специального района Лицзян.
В 1956 году 3 уезда были выделены в отдельный Дечен-Тибетский автономный округ, 2 уезда были переданы в Дали-Байский автономный округ, а Сяоляншань-Ийское управление было объединено с уездом Нинлан в Нинлан-Ийский автономный уезд.
С 1 января 1957 года Нуцзян-Лисуский автономный район был преобразован в Нуцзян-Лисуский автономный округ, подчинённый напрямую властям провинции, тогда же в его состав из Специального района Лицзян перешёл уезд Ланьпин (兰坪县).
В 1961 году был подписан китайско-бирманский договор о границе, в соответствии с которым в состав Китая вернулся район Пяньма, включённый бирманцами в состав своего государства в 1948 году, пока в Китае шла гражданская война. Сначала он был передан под юрисдикцию властей Специального района Лицзян, а в 1966 году был включён в качестве волости в состав уезда Лушуй Нунцзян-Лисуского автономного округа.
В 1964 году уезд Лицзян был преобразован в Лицзян-Насиский автономный уезд (丽江纳西族自治县).
В 1965 году часть территории уезда Хуапин была передана в состав городского округа Дукоу провинции Сычуань.
В 1970 году Специальный район Лицзян был переименован в Округ Лицзян (丽江地区).
В феврале 1986 года Госсовет КНР включил посёлок Даянь в общенациональный список мест, знаменитых в культурном и историческом плане.
4 декабря 1997 года посёлок Даянь, входящая в него в административном отношении деревня Шухэ, а также волость Байша были включены в Список всемирного наследия ЮНЕСКО как Лицзянский старый город.
Постановлением Госсовета КНР от 26 декабря 2002 года были расформированы округ Лицзян и Лицзян-Насиский автономный уезд, а вместо них образован городской округ Лицзян; на территории бывшего Лицзян-Насиского автономного уезда были созданы район Гучэн и Юйлун-Насиский автономный уезд (посёлок Даянь при этом оказался в составе района Гучэн, а волость Байша — в составе Юйлун-Насиского автономного уезда).

## Население
Исконным населением этих мест являются наси, создавшие культуру дунба, включающую своеобразную иероглифическую письменность. 
По данным переписи 2000 года, население городского округа составляло 1 126 646 человек (плотность населения 53 чел./км²). Среди них ханьцев — 42,7 %, наси — 20,51 %, и — 18,68 %.

## Административно-территориальное деление
Городской округ Лицзян делится на 1 район, 2 уезда, 2 автономных уезда:
| Карта                                                                               | Карта                          | Карта            | Карта                   | Карта               | Карта         | Карта            |
| ----------------------------------------------------------------------------------- | ------------------------------ | ---------------- | ----------------------- | ------------------- | ------------- | ---------------- |
| Гучэн Юйлун-Насиский · автономный уезд Юншэн Хуапин Нинлан-Ийский · автономный уезд |                                |                  |                         |                     |               |                  |
| Статус                                                                              | Название                       | На китайском     | Транслитерация Пиньинь  | Население (2003 г.) | Площадь (km²) | Плотность (/km²) |
| Район                                                                               | Гучэн                          | 古城区           | Gǔchéng qū              | 140,000             | 1,127         | 124              |
| Уезд                                                                                | Юншэн                          | 永胜县           | Yǒngshèng xiàn          | 380,000             | 5,099         | 75               |
| Уезд                                                                                | Хуапин                         | 华坪县           | Huápíng xiàn            | 150,000             | 2,266         | 66               |
| Юйлун-Насиский автономный уезд                                                      | Юйлун-Насиский автономный уезд | 玉龙纳西族自治县 | Yùlóng Nàxīzú zìzhìxiàn | 210,000             | 6,521         | 32               |
| Нинлан-Ийский автономный уезд                                                       | Нинлан-Ийский автономный уезд  | 宁蒗彝族自治县   | Nínglàng Yízú zìzhìxiàn | 240,000             | 6,206         | 39               |

## Экономика
Лицзян — крупный центр выращивания цветов, особенно роз и каллы.

## Транспорт
В мае 2023 года открылось движение по мосту Дацзю через реку Цзиньшацзян, который соединяет поселок Дацзю в городе Лицзян и поселок Саньба в городе Шангри-Ла. Длина моста составляет 587 м, ширина – 11 м, расстояние между концевыми опорами моста – 2,8 км, ширина дорожного покрытия – 8,5 м.
В ноябре 2023 года  была введена в эксплуатацию железная дорога Лицзян — Шангри-Ла протяженностью 139 км.